# Crocallis delineata
Crocallis delineata là một loài bướm đêm trong họ Geometridae.